# Buddam (unidad)
Un buddam era una unidad de masa utilizada en el comercio de perlas en Mumbai (anteriormente Bombay) durante el siglo XIX. Un buddam equivalía a 1/1600 de un chow o a 1/16 de una docra. Al tratarse de un tipo de unidad ideada para valorar lotes de perlas de un peso parecido (para lo que interviene el cuadrado del peso del lote de perlas, y el número de perlas que lo componen), no existe una equivalencia directa con otras unidades de masa de valor fijo (como gramos o quilates).

## Múltiplos
- 1 docra = 16 buddam
- 1 quarter = 400 buddam
- 1 chow = 1600 buddam

## Cálculo del número de chows de un lote de perlas
El buddam, y especialmente el chow (también llamado chevvῠ), servían para calcular el precio de un conjunto de perlas de pesos parecidos, tal como figura en el procedimiento siguiente, extraído del libro "The Book of the Pearl: Its History, Art, Science and Industry":
[1]: Para conocer el precio de un lote de {\displaystyle n} perlas, primero se obtiene su peso en tanks {\displaystyle T} (un tank equivale a 24 ratti, o unos 72 granos troy, o también 4,6655 gramos).
[2]: Luego, se calcula el número de chows {\displaystyle CH}, para lo que se eleva al cuadrado el número de tanks {\displaystyle T}, se multiplica por 330, y se divide por el número de perlas {\displaystyle n}:
{\displaystyle CH={\frac {T^{2}\,330}{n}}}
[3]: Por último, se multiplica el número de chows por el precio del chow.

## Conversión del peso en chows a gramos de una sola perla
Cuando se trata de una sola perla (especialmente, de gran tamaño) cuyo peso se conoce en chows, para obtener su peso en gramos se puede utilizar la fórmula siguiente:
{\displaystyle g=0.02{\sqrt {\frac {CH}{0.6518}}}}
donde {\displaystyle g} es el peso en gramos, y {\displaystyle CH} es el valor en chows. 